# B'wana Beast
B'wana Beast (Michael Payson "Mike" Maxwell) è un supereroe immaginario che appare nei fumetti americani pubblicati da DC Comics.

## Storia delle pubblicazioni
Creato da Bob Haney e Mike Sekowsky, B'wana Beast fece la sua prima apparizione in Showcase n. 66 (gennaio 1967).

## Biografia personaggio fittizio
Dopo essersi diplomato al college con il massimo dei voti, Michael Payson "Mike" Maxwell ha rifiutato l'offerta del padre milionario per entrare nell'azienda di famiglia e ha deciso di unirsi al compagno di stanza del college, Rupert Kenboya, in Africa e diventare un ranger nelle nuove riserve animali della nazione dello Zambesi.
Quando l'aereo privato che trasportava Maxwell e Kenboya in Zambesi fu colpito da un fulmine e si schiantò sulla cima del Kilimangiaro, i due uomini feriti si rifugiarono nella caverna di una scimmia rossa mutante. Mentre beveva l'acqua piovana che era stata filtrata attraverso le pareti piene di minerali della caverna, Maxwell improvvisamente scoprì che stava diventando più grande, più forte e più feroce, e fu in grado di sottomettere facilmente la scimmia rossa attaccante.
Riconoscendo Maxwell come il suo padrone, la scimmia rossa recuperò un antico elmo dalle profondità della grotta e lo mise sulla testa di Maxwell. Attraverso l'elmetto, Maxwell fu in grado di leggere la mente della scimmia e scoprì che il suo nome era Djuba. Scoprì anche che il casco gli permetteva di controllare le azioni di tutti gli altri animali. Accettando che questi nuovi poteri debbano essere usati per il bene di tutta l'Africa, Maxwell creò l'identità di "B'wana Beast" e divenne il super troubleshooter del Continente nero.

### Animal Man
Nell'arco narrativo iniziale di Animal Man, scritto da Grant Morrison, B'wana Beast si reca in America per salvare Djuba, che è stato catturato da scienziati e infettato da una forma sperimentale di antrace. Non riesce a salvare Djuba ed è egli stesso infetto dalla malattia, ma è curato da Animal Man, che imita i poteri di B'wana Beast per fondere i suoi globuli bianchi in forme in grado di combattere la malattia. In Animal Man # 13 (luglio 1989), sempre scritto da Morrison, Maxwell decide di andare in pensione e svolge una cerimonia per trovare un successore. Passa il casco e l'elisir su un attivista sudafricano di nome Dominic Mndawe, che assume il nome di Freedom Beast.
Mike Maxwell ritorna in Animal Man # 47 (maggio 1992) scritto da Tom Veitch, dopo un lungo periodo di assenza, in cui dopo aver ascoltato la chiamata della forza distruttiva chiamata Antagon, è corrotto e posseduto e trasformato nel male Shining Amico Con la sua nuova identità, Maxwell ha devastato la Terra fino a quando non è stato ucciso in un combattimento con Metaman.

### The New 52
In The New 52 (un reboot del 2011 dell'universo DC Comics), B'wana Beast è considerato un possibile nuovo membro per la Justice League International dal capo dell'intelligence delle Nazioni Unite Andre Briggs. Decidono che non ha ragione come candidato per la squadra in quel momento, e non è invitato a partecipare, ma non è noto se diventerà un membro più tardi.

## Poteri e abilità
B'wana Beast beve un elisir che gli conferisce grande forza, velocità, corpo a corpo, abilità di caccia e tracciamento. Indossa anche un casco antico che gli consente di comunicare con gli animali, e di unire due o più animali per formare una chimera o (come dice lui) unendo il meglio di due cose diverse per creare una forza inarrestabile. Può unire fino a quattro cose, che possono includere un essere umano, ma ciò richiede una grande concentrazione. Può anche annullare l'unione in caso di necessità. Per la maggior parte, una volta che questi animali sono fusi, B'wana è in grado di acquisire il loro aiuto in situazioni di bisogno. Non è noto se ciò sia dovuto alla sua capacità di comunicare con loro o ad un istinto da parte loro.

## In altri media

### Televisione
- B'wana Beast è stato uno dei personaggi protagonisti di un fumetto della DC Comics prodotto da Filmation.
- B'wana Beast è presente in Justice League Unlimited, con la voce di Peter Onorati. Nell'episodio "This Little Piggy", viene reclutato da Batman per le sue abilità di tracciamento superiori nella ricerca di Wonder Woman, che è stata trasformata misticamente in un maiale da Circe. In questa incarnazione, a B'wana Beast è stato dato un forte accento newyorkese e personalità da colletto blu da abbinare, e le sue abilità sono state presentate come azioni animalesche di agilità e capacità di comunicare con gli animali. Secondo il commento del DVD per l'episodio, il seduttivo ringhio di B'wana Beast a Zatanna è stato in realtà interpretato dal produttore / disegnatore di personaggi James Tucker. Peter Onorati non riusciva a capirlo, così Tucker intervenne per eseguirlo. Inoltre, B'wana Beast appare nell'episodio "Panic in the Sky", in cui combatte contro gli invasori della Watchtower.
- B'wana Beast appare in Batman: The Brave and the Bold, doppiato da Kevin Michael Richardson. Mike Maxwell era un wrestler americano in Africa con bassa autostima che perse una partita di wrestling locale a Djuba (in questa incarnazione, Djuba è una scimmia mascherata). Successivamente, dopo essersi asciugato la faccia con acqua contaminata da scorie radioattive, sviluppa i suoi poteri di fusione e in seguito vince una lotta contro Djuba guadagnandosi la maschera e il titolo. In "Enter the Outsiders!", Aiuta Batman nella sua lotta con Black Manta. B'wana Beast ritorna in "Gorilla in Our Midst!" aiutando Vixen a fermare Killer Moth e i suoi scagnozzi dal rubare un'auto blindata mentre Batman era via. Più tardi nell'episodio, Vixen chiede a B'wana Beast di sposarla. In "The Siege of Starro! Part One", B'wana Beast assiste Batman e gli eroi Booster Gold, Firestorm, Captain Marvel nel fermare Hunter senza volto e l'invasione Starro. Il Cacciatore è affascinato dalle abilità di B'wana e lo rapisce quando Starro viene sconfitto. In "The Siege of Starro! Part Two", Faceless Hunter usa i poteri della B'wana Beast per fondere i parassiti Starro in una bestia gigantesca e distruttiva. Quando Batman sconfigge Faceless Hunter, B'wana usa tutto il suo potere per separare la bestia Starro, sacrificandosi nel processo. Una Vixen con il cuore spezzato e gli altri eroi gli erigono una statua dopo la sua morte. Una voce fuori campo da parte sua dichiara "Farei tutto da capo, nel battito del cuore di un colibrì".
- B'wana Beast appare nell'episodio finale "Mitefall" alla festa di avvolgimento in cui tutti i personaggi si riuniscono per celebrare la fine del loro spettacolo alla festa di avvolgimento in cui viene visto riunirsi con Vixen.
- B'wana Beast appare in Teen Titans Go! episodio "You're Fired!", dove viene visto tra gli eroi che si esibiscono per essere il sostituto di Beast Boy. È la seconda persona da audizione ed è immediatamente messo in ridicolo da Cyborg. Dimostrando i suoi poteri, fonde il cucciolo di Starfire con un coniglio. Inorridito dai risultati, i Titani lo respingono immediatamente. B'Wana Beast recita anche in " Teen Titans Go! episodio "Next Top Talent Idol Star" della Justice League, dove viene visto tra gli eroi che fanno audizioni per diventare il prossimo membro della Justice League.
- Un personaggio senza nome che ricorda B'wana Beast appare nella terza stagione di DC Legends of Tomorrow come membro del circo itinerante di PT Barnum nell'episodio "Freakshow". [10]

### Varie
B'wana Beast fa la sua apparizione nel numero 29 del racconto a fumetti di Justice League Unlimited, dove assiste Superman e Animal Man sconfiggendo la Queen Bee.

### Giocattoli
- Quattro figure d'azione B'wana Beast sono state prodotte dal produttore di giocattoli Mattel. Il primo è stato rilasciato come parte della linea Justice League Unlimited della compagnia in un cofanetto a sei cifre (insieme a Superman, Crimson Fox, Deadman, Commander Steel e Vibe).
- Sono state prodotte due figure della sua immagine di Batman: The Brave and the Bold TV, una nella scala da cinque pollici (chiamata "Machete B'wana Beast" dopo i suoi accessori e la sua action) e un'altra in un two-pack con Batman come parte della più piccola serie di Action League (simile per dimensioni e design alle figure della Marvel Super Hero Squad).
- Una figura di B'wana Beast della DC Universe Classics in scala da sei pollici è stata rilasciata nel pacchetto "Justice in the Jungle" con Animal Man nel dicembre 2009 come esclusiva internet di MattyCollector.com.